# Ouragan Irene (2005)
Pour les articles homonymes, voir Ouragan Irene (homonymie).
L'ouragan Irene a été le 9e cyclone tropical et le 4e ouragan de la saison cyclonique 2005 dans le bassin de l'océan Atlantique. Le nom Irene avait déjà été utilisé en 1959, 1971, 1981 et 1999.

## Évolution météorologique

L'ouragan Irene à l'est des côtes des États-Unis le 14 août 2005.

Le 1er août 2005, une onde tropicale accompagnée d'une perturbation tropicale a quitté la côte africaine. Toutefois, étant donné sa position à une haute latitude, la perturbation faiblit face aux courants marins froids sévissant au sud-est du Cap-Vert. L'onde poursuivit son mouvement vers l'ouest, puis quelques jours plus tard, passant au-dessus d'eaux plus chaudes, développa de nouveau des nuages convectifs. Le 3 août, vers 19:40 UTC, l'imagerie satellitaire observa les premiers signes d'une circulation de surface et des vents de surface de 35 à 45 km/h. Les orages s'organisèrent autour de la zone de basses pressions. Le 4 août 2005, vers 18:00 UTC, on détecta une circulation cyclonique de surface à près de 1 100 km au sud-ouest de l'archipel du Cap-Vert, donnant lieu à la 9e dépression tropicale de la saison.
Tôt le 5 août, TD-9 se dirigea vers le nord-ouest, dans une zone de forts vents de haute altitude, d'eau plus froide et d'air moins instable. Défavorisée par les conditions ambiantes, l'activité orageuse se désorganisa. Toutefois, les vents de surface augmentèrent lentement en vitesse, signe d'une intensification. Le 7 août, vers 12:00 UTC, à environ 2 000 km à l'est des Petites Antilles, l'activité convective était suffisamment intense pour qu'on reclasse le cyclone comme tempête tropicale. On le baptisa Irene. Irene maintint l'intensité de tempête tropicale, se déplaçant vers l'ouest-nord-ouest.
Le 8 août, entrant dans un secteur soumis à un fort cisaillement vertical du vent et à une masse d'air très sèche, Irene perdit de l'intensité. Vers 12:00 UTC, on rétrograda le cyclone en dépression tropicale. Le 9 août, la dépression se dirigea vers l'ouest et continua de s'affaiblir malgré les eaux plus chaudes qu'elle avait atteintes. Le 11 août, vers 0:00 UTC, le cisaillement vertical du vent ayant beaucoup diminué autour de la dépression, les nuages convectifs purent se redévelopper, permettant au cyclone Irene de redevenir tempête tropicale, à près de 550 km au nord-est des Petites Antilles.
Tôt le 11 août, Irene tourna vers le nord. Le cisaillement du vent diminuant et l'instabilité de l'air augmentant, la tempête s'intensifia graduellement. La tempête tropicale se déplaça dans une faiblesse de l'anticyclone des Bermudes, à mi-chemin entre les Bermudes et les côtes de la Caroline du Nord, et atteignit l'intensité d'ouragan le 15 août 0:00 UTC. Tournant vers l'est-nord-est puis vers l'est, Irene continua de s'intensifier. Il atteignit son intensité maximale de 165 km/h (catégorie 2), vers 18:00 UTC le 16 août 2005, à un peu plus de 560 km au nord-est des Bermudes.
Peu après avoir atteint un pic d'intensité, un système frontal en provenance de l'ouest provoqua du cisaillement autour d'Irene, provoquant son affaiblissement. Le 18 août 2005, vers 0:00 UTC, Irene faiblit en tempête tropicale, à près de 800 km au sud de Cape Race (Terre-Neuve). Plus tard, Irene tourna vers le nord-est, au-dessus d'eaux froides. La convection commença alors à se dissiper. Vers 18:00 UTC, le cyclone Irene fut incorporé à un système frontal, à 460 km à l'est-sud-est de Cape Race (Terre-Neuve).